# Liste der Kulturdenkmale in Cotta (Dresden)
Die Liste der Kulturdenkmale in Cotta (Dresden) umfasst sämtliche Kulturdenkmale der Dresdner Gemarkung Cotta. Die Anmerkungen sind zu beachten.
Diese Liste ist eine Teilliste der Liste der Kulturdenkmale in Dresden.

Diese Liste ist eine Teilliste der Liste der Kulturdenkmale in Sachsen.

## Legende
- Bild: Bild des Kulturdenkmals, ggf. zusätzlich mit einem Link zu weiteren Fotos des Kulturdenkmals im Medienarchiv Wikimedia Commons. Wenn man auf das Kamerasymbol klickt, können Fotos zu Kulturdenkmalen aus dieser Liste hochgeladen werden:
- Bezeichnung: Denkmalgeschützte Objekte und ggf. Bauwerksname des Kulturdenkmals
- Lage: Straßenname und Hausnummer oder Flurstücknummer des Kulturdenkmals. Die Grundsortierung der Liste erfolgt nach dieser Adresse. Der Link (Karte) führt zu verschiedenen Kartendiensten mit der Position des Kulturdenkmals. Fehlt dieser Link, wurden die Koordinaten noch nicht eingetragen. Sind diese bekannt, können sie über ein Tool mit einer Kartenansicht einfach nachgetragen werden. In dieser Kartenansicht sind Kulturdenkmale ohne Koordinaten mit einem roten bzw. orangen Marker dargestellt und können durch Verschieben auf die richtige Position in der Karte mit Koordinaten versehen werden. Kulturdenkmale ohne Bild sind an einem blauen bzw. roten Marker erkennbar.
- Datierung: Baubeginn, Fertigstellung, Datum der Erstnennung oder grobe zeitliche Einordnung entsprechend des Eintrags in der sächsischen Denkmaldatenbank
- Beschreibung: Kurzcharakteristik des Kulturdenkmals entsprechend des Eintrags in der sächsischen Denkmaldatenbank, ggf. ergänzt durch die dort nur selten veröffentlichten Erfassungstexte oder zusätzliche Informationen
- ID: Vom Landesamt für Denkmalpflege Sachsen vergebene, das Kulturdenkmal eindeutig identifizierende Objekt-Nummer. Der Link führt zum PDF-Denkmaldokument des Landesamtes für Denkmalpflege Sachsen. Bei ehemaligen Kulturdenkmalen können die Objektnummern unbekannt sein und deshalb fehlen bzw. die Links von aus der Datenbank entfernten Objektnummern ins Leere führen. Ein ggf. vorhandenes Icon  führt zu den Angaben des Kulturdenkmals bei Wikidata.

## Cotta
| Bild                                    | Bezeichnung | Lage                                                 | Datierung | Beschreibung | ID       |
| --------------------------------------- | --- | ---------------------------------------------------- | --- | --- | -------- |
|                                         | Häuserzeile (Hebbelstraße 2/4/6/6b und Altcotta 6 sowie Leutewitzer Straße 8/10)                                                                             | Altcotta 6 (Karte)                                   | 1913, nach Adressbuch (Mehrfamilienwohnhaus)                                                                              | Teil einer Wohnanlage der Baugenossenschaft für das Personal der Kgl. Sächs. Staatseisenbahnen e.G.m.b.H., im Geviert Altcotta, Hebbelstraße, Leutewitzer Straße und Mörickestraße, Anlage aus drei Blöcken, zum Teil mit jüngeren Erweiterungen, charakteristische Bauten der versachlichten Architektur aus dem Anfang des 20. Jahrhunderts mit wenigen akzentuierenden Gliederungs- und Schmuckelementen, Betonung insbesondere durch hohe Dreiecksgiebel und Erker, des Weiteren Blendbögen, Spiegel, Klappläden usw., baugeschichtlich und stadtentwicklungsgeschichtlich bedeutend (siehe auch Leutewitzer Straße 18b und Mörickestraße 1b/3/5). | 09210553 |
| Weitere Bilder                          | Heilandskirche | An der Heilandskirche 1; 2; 3 (Karte)                | 1914 (Kirche), 1925–1927 Fertigstellung (Kirche), 1925–1927 (Orgel), 1926/1927 (Kirchenfenster), 1925–1927 (Gemeindehaus) | Kirche mit Ausstattung, Gemeindehaus, Pfarrhaus und Platzanlage mit Gedenkstein, Mauern und Treppen; Kirchturm annähernd in einer Flucht mit der Tonbergstraße stehend, wichtig für Ortsbild, gesamte Ensemble baugeschichtlich und ortsgeschichtlich sowie städtebaulich bedeutend, Gotteshaus mit ovalem Saalraum, steilem Walmdach, hohem, archaisch wirkendem Turm und versachlichtem Bauschmuck wichtiges Zeugnis der Kirchenbaukunst Anfang des 20. Jahrhunderts (Reformbaukunst) auch künstlerisch von Belang. Ev.-luth. Kirche mit Turm in Straßenflucht von Architekt Rudolf Kolbe erbaut, mit Altar von Friedrich Press, Jehmlich-Orgel und mit den Stahlglocken der im Zweiten Weltkrieg zerstörten Jakobikirche.                                                                                           | 09210448 |
|                                         | Häuserzeile in offener Bebauung | Birkenhainer Straße 12; 14; 16 (Karte)               | um 1930 (Mehrfamilienwohnhaus)                                                                                            | charakteristisches Beispiel des Kleinwohnungs- und Siedlungsbaus der 1920er und 1930er Jahre, sachlich gestaltetes Gebäude mit Anklängen an den Backsteinexpressionismus im Bereich der mittleren Loggienachsen, baugeschichtlich, sozialgeschichtlich und stadtentwicklungsgeschichtlich bedeutend. | 09217750 |
|                                         | Zwei Mehrfamilienhäuser einer Wohnanlage mit Vorgärten und Einfriedungsmauern                                                                                | Bramschstraße 16; 18 (Karte)                         | 1928, nach Adressbuch (Mehrfamilienwohnhaus)                                                                              | markante Wohnanlage der Siedlungsgesellschaft Dresden Stadt und Land an der Bramschstraße und Klopstockstraße (Nummer 47/49/51/53, ID-Nr. 09210478), zeittypisch für 1920er Jahre mit bemerkenswerter expressionistischer Fassadengestaltung, baugeschichtlich von Bedeutung. | 09210479 |
|                                         | Doppelmietshaus in offener Bebauung | Chamissostraße 4; 6 (Karte)                          | um 1895 (Doppelmietshaus)                                                                                                 | zeittypischer Bau mit Klinkerfassade und historisierender Natursteingliederung, baugeschichtlich und stadtentwicklungsgeschichtlich von Bedeutung. | 09210481 |
| Weitere Bilder                          | Villa | Cossebauder Straße 1 (Karte)                         | 1882 (Villa) | markanter und für seine Zeit typischer, historisierender Klinkerbau, seitlich übergiebelter Risalit, an der Gartenseite analog, belebt durch farbig abgesetzte Steine sowie viele Schmuck- und Gliederungselemente, hat Baumeister/Architekt für sich selber gebaut, baugeschichtlich bedeutend. | 09306412 |
|                                         | Mietshaus in Ecklage und offener Bebauung | Cossebauder Straße 2a (Karte)                        | um 1900 (Mietshaus) | straßenbildprägender Putzbau mit historisierender Natursteingliederung, Lage durch verbrochene Ecke und Dachaufbau betont, baugeschichtlich und stadtentwicklungsgeschichtlich von Bedeutung. | 09210500 |
| Weitere Bilder                          | Postamt Cotta | Cossebauder Straße 3 (Karte)                         | 1888 (Post) | Postgebäude mit frei stehendem Hinterhaus; repräsentativer, historisierender Klinker-Sandstein-Bau, die Mitte durch übergiebelten Risalit und wuchtigen Balkon im ersten Obergeschoss betont, baugeschichtlich und ortsgeschichtlich bedeutend. | 09210502 |
|                                         | Wolfsche Villa | Cossebauder Straße 4 (Karte)                         | bezeichnet 1890 (Villa)                                                                                                   | Villa mit Gartenhaus, Garten und Einfriedung; markante, historisierende Villa mit Veranda, Garten mit Wegesystem, struktur- und raumbildender Bepflanzung, Rankgerüsten und Vogeltränke, Wasserbecken sowie Inschrifttafel, Anwesen baugeschichtlich, gartenkünstlerisch und stadtentwicklungsgeschichtlich bedeutend. | 09210503 |
| Weitere Bilder                          | Wohnhaus in offener Bebauung | Cossebauder Straße 15 (Karte)                        | 1869 (Mehrfamilienwohnhaus)                                                                                               | schlichter Putzbau mit Satteldach, aktuell als Gaststätte genutzt, baugeschichtlich und ortsgeschichtlich von Bedeutung. | 09210504 |
| Weitere Bilder                          | 34. Bezirksschule; Rübezahlschule (sog.) | Cossebauder Straße 35 (Karte)                        | 1909–1911 (Schule) | Schulkomplex; repräsentativer, mehrgeschossiger Bau über U-förmigem Grundriss, dazu rückwärtige Turnhalle, diese mit Haupttrakt durch eingeschossigen Zwischenbau verbunden, traditionelle Baukörper mit Lochfassaden und Walm- bzw. Mansarddächern, Hervorhebung des Mitteltraktes, der Turnhalle und anderer Gebäudeteile durch vertikale Gliederung, außerdem bauplastischer Schmuck und Freskobild, damals die größte Volksschule Sachsens, baugeschichtlich, ortsgeschichtlich und stadtentwicklungsgeschichtlich bedeutend. Schulgebäude nach Entwürfen des Stadtbaurates Hans Erlwein, mit Georg Lührigs Freskobild des Rübezahl, 1945 schwer beschädigt, nach vereinfachtem Wiederaufbau ab 1949 als Bezirksschule West, später als 34. POS „Ernst Moritz Arndt“, heute Cottaer Gymnasium. Kurzcharakteristik. | 09210489 |
|                                         | Doppelmietshaus in offener Bebauung, mit Einfriedung | Gohliser Straße 52; 54 (Karte)                       | 1913, nach Adressbuch (Doppelmietshaus)                                                                                   | repräsentativer Putzbau mit Reformstilelementen und Natursteingliederung, geprägt von Risaliten und dominanten Giebeln, sparsamer Putzdekor, baugeschichtlich von Bedeutung. | 09210464 |
| Weitere Bilder                          | Doppelmietshaus in Ecklage und offener Bebauung, mit Einfriedung                                                                                             | Gottfried-Keller-Straße 15 (Karte)                   | um 1895 (Doppelmietshaus)                                                                                                 | in großen Bereichen bauzeitlich erhaltenes Gebäude mit repräsentativer Klinkerfassade, mehrere Läden im Erdgeschoss, Risalite, geschmückte Attikazonen und Turmaufbauten betonen exponierte Lage am Platz, baugeschichtlich bedeutend und platzbildprägend. | 09210505 |
| Weitere Bilder                          | Mietshaus in Ecklage und offener Bebauung | Gottfried-Keller-Straße 16 (Karte)                   | um 1895 (Mietshaus) | zeittypisches, historisierendes Gebäude der Jahrhundertwende mit schlichter Putzfassade, Turmaufbau und Balkone zur Betonung der Ecklage, baugeschichtlich bedeutend. | 09210509 |
| Weitere Bilder                          | Doppelmietshaus (Gottfried-Keller Straße 18 und Warthaer Straße 23) in Ecklage und offener Bebauung                                                          | Gottfried-Keller-Straße 18 (Karte)                   | um 1895 (Doppelmietshaus)                                                                                                 | repräsentativer und platzbildprägender Bau mit Klinkerfassade und historisierender Natursteingliederung, Schmuckfries unterhalb der Traufgesimses, Lage durch erhöhte Dachaufbauten betont, baugeschichtlich und stadtentwicklungsgeschichtlich von Bedeutung. | 09210506 |
|                                         | Mietshaus mit Einfriedung in offener Bebauung | Gottfried-Keller-Straße 25 (Karte)                   | um 1890 (Mietshaus) | zeittypischer Bau um 1890 mit Klinkerfassade, geprägt von Mittelrisalit, baugeschichtlich und stadtentwicklungsgeschichtlich von Bedeutung. | 09210508 |
| Weitere Bilder                          | Kath. Pfarrkirche St. Marien | Gottfried-Keller-Straße 50 (Karte)                   | 1906 (Kirche), Ende 19. Jh. (Pietà), um 1900 (Stuckfigur), 1970/1971 (Kirchenfenster)                                     | Kath. Kirche mit Ausstattung; Pfarrkirche mit dreischiffigem Langhaus, niedrigerem Querhaus und wehrhaft wirkendem Turm an der Portalseite, im neoromanischen Stil errichtet, für die Kirchenbaukunst des Historismus typisches, noch mittelalterlichen Sakralbauten nachempfundenes Beispiel, baugeschichtlich und kirchengeschichtlich sowie künstlerisch bedeutend. Röm.-kath. Kirche mit Jehmlich-Orgel, von Arnold Güldenpfennig und Heino Otto im Stil des Historismus erbaut, mit Glasmalereien über dem Hochaltar von Josef Goller. | 09210514 |
|                                         | Mietshaus in offener Bebauung mit Nebengebäude | Gottfried-Keller-Straße 78; 78a (Karte)              | um 1900 (Mietshaus) | zeittypischer Bau mit Klinkerfassade und historisierender Natursteingliederung, baugeschichtlich und stadtentwicklungsgeschichtlich von Bedeutung. | 09210510 |
|                                         | Mietshaus in Ecklage und offener Bebauung | Gottfried-Keller-Straße 80 (Karte)                   | um 1900 (Mietshaus) | typischer Bau der Jahrhundertwende mit Klinkerfassade und historisierender Natursteingliederung, Lage durch verbrochene Ecke und Dachaufbau betont, baugeschichtlich und stadtentwicklungsgeschichtlich von Bedeutung. | 09210511 |
|                                         | Doppelmietshaus (Hörigstraße 32 und Gottfried-Keller-Straße 87) in offener Bebauung und Ecklage                                                              | Gottfried-Keller-Straße 87 (Karte)                   | 1901, bezeichnet im Giebel (Doppelmietshaus)                                                                              | zeittypischer Bau mit Klinkerfassade und historisierender Natursteingliederung, Lage durch verbrochene Ecke und Dachaufbau betont, baugeschichtlich und stadtentwicklungsgeschichtlich von Bedeutung. | 09218929 |
|                                         | Wohnhaus in offener Bebauung | Gottfried-Keller-Straße 97 (Karte)                   | Mitte 19. Jh. (Wohnhaus)                                                                                                  | ländliches Anwesen mit schlichter Putzfassade und Satteldach, baugeschichtlich von Bedeutung. | 09210513 |
| Weitere Bilder                          | Doppelhaus | Grillparzerstraße 3; 5 (Karte)                       | 1928–1929, nach Adressbuch (Doppelwohnhaus)                                                                               | Teil einer Wohnanlage der Eisenbahner-Wohnungsbaugenossenschaft aus drei Gebäuden an Grillparzerstraße und Lönsweg; traditionelle Bauten, baugeschichtlich und stadtentwicklungsgeschichtlich von Belang (siehe auch Lönsweg 2–12). | 09210515 |
|                                         | Mietshaus in Ecklage und offener Bebauung | Grillparzerstraße 12 (Karte)                         | um 1900 (Mietshaus) | zeittypischer Bau mit Klinkerfassade und historisierender Natursteingliederung, Lage durch verbrochene Ecke und Turmaufbau betont, baugeschichtlich und stadtentwicklungsgeschichtlich von Bedeutung. | 09210517 |
|                                         | Häuserzeile einer Wohnanlage | Grillparzerstraße 37; 37b; 39 (Karte)                | 1929, nach Adressbuch (Mehrfamilienwohnhaus)                                                                              | Anlage aus zwei Häuserzeilen bestehend, jeweils aus drei ineinander geschobenen Baukuben, akzentuiert durch vertikale Fensterbänder vor den Treppenhäusern und weite Dachüberstände, in Anlehnung an den Stil der Moderne, baugeschichtlich bedeutend (siehe auch Grillparzerstraße 41/41b/43). | 09210518 |
|                                         | Häuserzeile einer Wohnanlage | Grillparzerstraße 41; 41b; 43 (Karte)                | 1929, nach Adressbuch (Mehrfamilienwohnhaus)                                                                              | Anlage aus zwei Häuserzeilen bestehend, jeweils aus drei ineinander geschobenen Baukuben, akzentuiert durch vertikale Fensterbänder vor den Treppenhäusern und weite Dachüberstände, in Anlehnung an den Stil der Moderne, baugeschichtlich bedeutend (siehe auch Grillparzerstraße 37/37b/39). | 09218926 |
|                                         | Dresdner Ruderclub (ehem.) | Hamburger Straße 74a (Karte)                         | um 1925 (Bootshaus) | Bootshaus; Putzbau, Heimatstilelemente, Zeugnis Dresdner Sportgeschichte, Seltenheitswert, auch baugeschichtlich von Bedeutung. | 09210493 |
| Weitere Bilder                          | Hofbrauhaus (ehem.) | Hamburger Straße 88 (bei) (Karte)                    | 1872 (Schornstein) | Schornstein der Brauerei; erinnert als letztes bauliches Zeugnis an ein bemerkenswertes Ensemble der Industriearchitektur in der zweiten Hälfte des 19. Jahrhunderts, darüber hinaus städtebaulich von Belang. | 09210496 |
|                                         | Häuserzeile einer Wohnanlage des Kleinwohnungs-Bauverein e.G.m.b.H. Dresden an Hebbelplatz und Steinbacher Straße                                            | Hebbelplatz 1; 2; 3; 4; 5 (Karte)                    | 1932, nach Adressbuch (Mehrfamilienwohnhaus)                                                                              | Anlage aus sechs Häuserzeilen und einem Doppelwohnhaus mit Heckeneinfassungen, traditionell gestaltete Bauten mit Lochfassaden und Walmdächern, zumeist durch hervortretende Treppenhäuser betont, Belebung auch durch Klappläden, baugeschichtlich und stadtentwicklungsgeschichtlich bedeutend (siehe auch Steinbacher Straße 12–24b, 13–19b und Hebbelstraße 43). | 09210546 |
|                                         | Häuserzeile (Hebbelstraße 2/4/6/6b und Altcotta 6 sowie Leutewitzer Straße 8/10)                                                                             | Hebbelstraße 2; 4; 6; 6b (Karte)                     | 1913, nach Adressbuch (Mehrfamilienwohnhaus)                                                                              | Teil einer Wohnanlage der Baugenossenschaft für das Personal der Kgl. Sächs. Staatseisenbahnen e.G.m.b.H., im Geviert Altcotta, Hebbelstraße, Leutewitzer Straße und Mörickestraße, Anlage aus drei Blöcken, zum Teil mit jüngeren Erweiterungen, charakteristische Bauten der versachlichten Architektur aus dem Anfang des 20. Jahrhunderts mit wenigen akzentuierenden Gliederungs- und Schmuckelementen, Betonung insbesondere durch hohe Dreiecksgiebel und Erker, des Weiteren Blendbögen, Spiegel, Klappläden usw., baugeschichtlich und stadtentwicklungsgeschichtlich bedeutend (siehe auch Leutewitzer Straße 18b und Mörickestraße 1b/3/5). | 09210553 |
|                                         | Mietshaus in Ecklage und offener Bebauung | Hebbelstraße 8 (Karte)                               | Anfang 20. Jh. (Mietshaus)                                                                                                | zeittypischer Putzbau im Stil der Reformarchitektur um 1910, baugeschichtlich bedeutend. | 09218925 |
|                                         | 13. Bürgerschule; 12. Oberschule | Hebbelstraße 20 (Karte)                              | bezeichnet 1897 (Schule)                                                                                                  | Schulgebäude und Turnhalle mit überdachtem Gang, Backsteinfassade (daher sog. „Rote Schule“); Gebäudekomplex über L-förmigem Grundriss, zeittypische Bauten mit historisierender Klinkerfassade, baugeschichtlich und stadtentwicklungsgeschichtlich von Bedeutung, urspr. 12. Volksschule, später 12. POS „Arthur Weineck“, heute 12. Grundschule. | 09210539 |
|                                         | Faustsches Weingut | Hebbelstraße 26 (Karte)                              | bezeichnet 1764 (Winzerhaus), bezeichnet 1831 (Seitengebäude), bezeichnet 1763 (Kelleranlagen)                            | Teile des giebelständigen Wohnhauses/Hauptgebäudes (weitgehend ein Neubau), traufständiges Seitengebäude, Torbogen und Kelleranlagen im Grundstück eines Bauernhofes oder Weingutes; der originale Vorgängerbau des Hauptgebäudes hatte Fachwerk im Giebel, zahlreiche Inschriften und Inschrifttafeln an Haus und Torbogen, bemerkenswertes ländliches Anwesen, baugeschichtlich und ortsgeschichtlich bedeutend. Hofanlage mit Haupthaus, Nebengebäude und Torbogen jeweils mit Inschriften, Inschrift auf einer Tafel am Fachwerk des Giebels: „Cotta kann gedenken dran, was der Krieg verwüsten kann. Im Anno 1764.“ | 09210541 |
|                                         | Wohnhaus in offener Bebauung | Hebbelstraße 29 (Karte)                              | Anfang 19. Jh. (Bauernhaus)                                                                                               | ländliches Anwesen mit schlichter Putzfassade, Natursteingliederung und Satteldach, baugeschichtlich und ortsgeschichtlich von Bedeutung. | 09210540 |
|                                         | Wohnhaus eines ehem. Dreiseithofes | Hebbelstraße 32 (Karte)                              | Mitte 19. Jh. (Bauernhaus)                                                                                                | Wohnhaus eines ehemaligen Dreiseithofes und Einfriedung; charakteristisches ländliches Gebäude aus der Mitte des 19. Jahrhunderts, massiv, historisierende Gliederung am Giebel, eines der letzten erhalten Gebäude des alten Dorfkerns, baugeschichtlich und ortsgeschichtlich bedeutend. | 09210542 |
|                                         | Volkshaus Cotta | Hebbelstraße 35b (Karte)                             | 1926 (Vereinshaus) | Volkshaus mit Saalanbau; zeittypischer Putzbau der 1920er Jahre geprägt von hohem Walmdach mit Dachgeschossausbau, nach 1964 Kulturhaus »Richard Gärtner«, baugeschichtlich und sozialgeschichtlich bedeutend. | 09210544 |
|                                         | Wohnhaus in offener Bebauung | Hebbelstraße 38 (Karte)                              | um 1875 (Wohnhaus) | kleiner Putzbau mit Satteldach, geprägt von Zwerchhaus und Schwebegiebeln, baugeschichtlich und stadtentwicklungsgeschichtlich von Bedeutung. | 09210545 |
|                                         | Häuserzeile mit Kopfbau und Ladenanbau | Hebbelstraße 43 (Karte)                              | 1928–1929 (Mehrfamilienwohnhaus)                                                                                          | Häuserzeile mit Kopfbau und Ladenanbau einer Wohnanlage des Kleinwohnungs-Bauverein e.G.m.b.H. Dresden an Hebbelplatz und Steinbacher Straße sowie Einfriedungsmauer an Nr. 20; Anlage aus sechs Häuserzeilen und einem Doppelwohnhaus mit Heckeneinfassungen, traditionell gestaltete Bauten mit Lochfassaden und Walmdächern, zumeist durch hervortretende Treppenhäuser betont, Belebung auch durch Klappläden, baugeschichtlich und stadtentwicklungsgeschichtlich bedeutend (siehe auch Steinbacher Straße 12–18b, 13–19b, Hebbelplatz 1–5). | 09218932 |
|                                         | Pianofortefabrik Urbas & Reißhauer (ehem.) | Hölderlinstraße 9; 9a (Karte)                        | 1899 (Wohn- und Bürogebäude), 1899 (Fabrikgebäude)                                                                        | Wohn- und Kontorgebäude, rückwärtiger Fabrikkomplex mit Schornstein und Einfriedung; ersteres ursprünglich mit Wohnungen für Besitzer und Mitarbeiter sowie Laden, gestalterisch durch Wechsel Klinker und Sandstein sowie historisierende Fassadenarchitekturen hervorgehoben, von rückwärtigen Produktionsgebäuden der etwa um 1910 entstandene Erweiterungsbau bemerkenswert, wohl Stahlbetonskelettkonstruktion, weitgehend unverfälscht erhaltenes klein- bzw. vorstädtisches Industrieensemble aus dem späten 19. und beginnenden 20. Jahrhundert, als Pianofortefabrik charakteristisch für die in und um Dresden ansässige Leichtindustrie, zu DDR-Zeiten VEB Feinmechanik und Uhrenwerk Glashütte, baugeschichtlich, industriegeschichtlich und ortsgeschichtlich bedeutend.                                  | 09210480 |
|                                         | Häuserzeile einer Wohnanlage des Dresdner Spar- und Bauvereins e.G.m.b.H.                                                                                    | Hölderlinstraße 11; 13; 15 (Karte)                   | vor 1937, nach Adressbuch (Mehrfamilienwohnhaus)                                                                          | Anlage aus zwei Häuserzeilen und einem Doppelwohnhaus, traditionelle Bauten der 1930er Jahre, mit expressionistischen Elementen, wie spitz hervortretenden Erkern, baugeschichtlich bedeutend (siehe auch Hölderlinstraße 12/14/16/18 und Hühndorfer Straße 19/21). | 09210482 |
|                                         | Häuserzeile einer Wohnanlage des Dresdner Spar- und Bauvereins e.G.m.b.H.                                                                                    | Hölderlinstraße 12; 14; 16; 18 (Karte)               | vor 1937, nach Adressbuch (Mehrfamilienwohnhaus)                                                                          | Anlage aus zwei Häuserzeilen und einem Doppelwohnhaus, traditionelle Bauten der 1930er Jahre, mit expressionistischen Elementen, wie spitz hervortretenden Erkern, baugeschichtlich bedeutend (siehe auch Hölderlinstraße 11/13/15 und Hühndorfer Straße 19/21). | 09218924 |
|                                         | Doppelmietshaus (Hörigstraße 32 und Gottfried-Keller-Straße 87) in offener Bebauung und Ecklage                                                              | Hörigstraße 32 (Karte)                               | 1901, bezeichnet im Giebel (Doppelmietshaus)                                                                              | zeittypischer Bau mit Klinkerfassade und historisierender Natursteingliederung, Lage durch verbrochene Ecke und Dachaufbau betont, baugeschichtlich und stadtentwicklungsgeschichtlich von Bedeutung. | 09218929 |
| Direkt Bild zu diesem Denkmal hochladen | Baugruppe Pennricher Straße: Doppelwohnhaus (Einzeldenkmale zu ID-Nr. 09306507)                                                                              | Hühndorfer Straße 1; 3 (Karte)                       | 1919–1920 (Doppelwohnhaus)                                                                                                | Einzeldenkmale der Sachgesamtheit Baugruppe Pennricher Straße: Doppelwohnhaus; Teil einer Siedlung des Kleinwohnungsbauvereins Dresden, traditionell gestalteter Bau mit Lochfassade, Mansardwalmdach, Fledermausgaupen, Erker usw., baugeschichtlich, sozialgeschichtlich und stadtentwicklungsgeschichtlich von Bedeutung, siehe Sachgesamtheit Baugruppe Pennricher Straße ID-Nr. 09306507 in der Gemarkung Friedrichstadt. | 09306506 |
|                                         | Mietshaus in Ecklage und offener Bebauung, mit Einfriedung                                                                                                   | Hühndorfer Straße 2 (Karte)                          | um 1900 (Mietshaus) | zeittypischer Bau mit Klinkerfassade und historisierender Natursteingliederung, Lage durch verbrochene Ecke und Turmaufbau betont, baugeschichtlich und stadtentwicklungsgeschichtlich von Bedeutung. | 09210465 |
|                                         | Doppelhaus einer Wohnanlage des Dresdner Spar- und Bauvereins e.G.m.b.H.                                                                                     | Hühndorfer Straße 19; 21 (Karte)                     | 1928, nach Adressbuch (Doppelwohnhaus)                                                                                    | Teil einer Anlage aus zwei Häuserzeilen und einem Doppelwohnhaus, traditionelle Bauten um 1930, mit expressionistischen Elementen, baugeschichtlich bedeutend (siehe auch Hölderlinstraße 11/13/15 und 12/14/16/18). | 09210483 |
|                                         | Ev.-Meth. Immanuelkirche | Hühndorfer Straße 22 (Karte)                         | 1927 (Evangelisch-meth. Kirche)                                                                                           | Methodistenkirche; giebelständiger, repräsentativer Putzbau der 1920er Jahre, baugeschichtlich und kirchengeschichtlich von Bedeutung. Evangelisch-methodistische Kirche in einfachem Bauhaus-Stil, seit 1947 mit Jehmlich Orgel, 1991–2007 umfassend saniert. | 09210484 |
|                                         | Häuserzeile in offener Bebauung | Klopstockstraße 13; 13b; 15 (Karte)                  | 1929, nach Adressbuch (Mehrfamilienwohnhaus)                                                                              | charakteristisches Beispiel des Kleinwohnungs- und Siedlungsbaus der 1920er Jahre, sachlich gestaltete Gebäude mit Anklängen an den Backsteinexpressionismus im Bereich der Treppenhäuser und der Sockelzone, baugeschichtlich, sozialgeschichtlich und stadtentwicklungsgeschichtlich bedeutend. | 09217749 |
|                                         | Mietshaus mit Einfriedung in Ecklage und offener Bebauung | Klopstockstraße 32 (Karte)                           | 1895, bezeichnet (Mietshaus)                                                                                              | zeittypischer Bau mit historisierender Klinkerfassade und Putzsockelgeschoss, Lage durch verbrochene Ecke und Turmaufbau betont, baugeschichtlich und stadtentwicklungsgeschichtlich von Bedeutung. | 09210471 |
|                                         | Mietshaus in Ecklage und offener Bebauung | Klopstockstraße 34 (Karte)                           | um 1900 (Mietshaus) | Bau der Jahrhundertwende mit Klinkerfassade und historisierender Natursteingliederung, Putzsockelgeschoss, Lage durch verbrochene Ecke, Erker, Balkon und Turmaufbau betont, baugeschichtlich und stadtentwicklungsgeschichtlich von Bedeutung. | 09210472 |
|                                         | Mietshaus in offener Bebauung und Ecklage | Klopstockstraße 37 (Karte)                           | 1915, nach Adressbuch (Mietshaus)                                                                                         | zeittypischer Putzbau von 1915 mit zurückhaltendem Dekor, baugeschichtlich von Bedeutung. | 09210475 |
|                                         | Mietshaus in Ecklage und offener Bebauung | Klopstockstraße 40 (Karte)                           | um 1900 (Mietshaus) | zeittypischer Bau mit historisierender Klinkerfassade, Lage durch verbrochene Ecke, Turmaufbau und Balkone betont, baugeschichtlich und stadtentwicklungsgeschichtlich von Bedeutung. | 09210473 |
|                                         | Mietshaus in Ecklage und offener Bebauung | Klopstockstraße 45 (Karte)                           | um 1900 (Mietshaus) | straßenbildprägender Bau mit historisierender Putzfassade, Lage durch verbrochene Ecke und Giebel betont, baugeschichtlich und stadtentwicklungsgeschichtlich von Bedeutung. | 09210476 |
|                                         | Vier Mehrfamilienhäuser einer Wohnanlage mit Vorgärten und Einfriedungsmauern                                                                                | Klopstockstraße 47; 49; 51; 53 (Karte)               | 1928, nach Adressbuch (Mehrfamilienwohnhaus)                                                                              | markante Anlage der Siedlungsgesellschaft Dresden Stadt und Land an der Klopstockstraße und Bramschstraße (Nummer 16/18, ID-Nr. 09210479), zeittypisch für 1920er Jahre mit bemerkenswerter expressionistischer Fassadengestaltung, baugeschichtlich von Bedeutung. | 09210478 |
|                                         | Mietshaus in Ecklage und offener Bebauung | Klopstockstraße 54 (Karte)                           | um 1900 (Mietshaus) | Bau der Jahrhundertwende mit Klinkerfassade und historisierender Natursteingliederung, Lage durch verbrochene Ecke und Turmaufbau betont, baugeschichtlich und stadtentwicklungsgeschichtlich von Bedeutung. | 09210477 |
|                                         | Häuserzeile (Hebbelstraße 2/4/6/6b und Altcotta 6 sowie Leutewitzer Straße 8/10)                                                                             | Leutewitzer Straße 8; 10 (Karte)                     | 1913, nach Adressbuch (Mehrfamilienwohnhaus)                                                                              | Teil einer Wohnanlage der Baugenossenschaft für das Personal der Kgl. Sächs. Staatseisenbahnen e.G.m.b.H., im Geviert Altcotta, Hebbelstraße, Leutewitzer Straße und Mörickestraße, Anlage aus drei Blöcken, zum Teil mit jüngeren Erweiterungen, charakteristische Bauten der versachlichten Architektur aus dem Anfang des 20. Jahrhunderts mit wenigen akzentuierenden Gliederungs- und Schmuckelementen, Betonung insbesondere durch hohe Dreiecksgiebel und Erker, des Weiteren Blendbögen, Spiegel, Klappläden usw., baugeschichtlich und stadtentwicklungsgeschichtlich bedeutend (siehe auch Leutewitzer Straße 18b und Mörickestraße 1b/3/5). | 09210553 |
|                                         | Zwei Gebäude einer Häuserzeile (Leutewitzer Straße 18b und Mörikestraße 5)                                                                                   | Leutewitzer Straße 18b (Karte)                       | 1914, nach Adressbuch (Mehrfamilienwohnhaus)                                                                              | Teil einer Wohnanlage der Baugenossenschaft für das Personal der Kgl. Sächs. Staatseisenbahnen e.G.m.b.H., im Geviert Altcotta, Hebbelstraße, Leutewitzer Straße und Mörickestraße, Anlage aus drei Blöcken, zum Teil mit jüngeren Erweiterungen, charakteristische Bauten der versachlichten Architektur aus dem Anfang des 20. Jahrhunderts mit wenigen akzentuierenden Gliederungs- und Schmuckelementen, Betonung insbesondere durch hohe Dreiecksgiebel und Erker, des Weiteren Blendbögen, Spiegel, Klappläden usw., baugeschichtlich und stadtentwicklungsgeschichtlich bedeutend (siehe auch Hebbelstraße 2/4/6/6b, Leutewitzer Straße 8/10 und Altcotta 6, zudem Mörikestraße 1b/3). | 09218922 |
|                                         | Mietshaus in Ecklage | Leutewitzer Straße 21 (Karte)                        | um 1895 (Mietshaus) | historisierendes Gebäude um 1895 mit Putzfassade, Lage durch verbrochene Ecke und erhöhten Aufbau betont, baugeschichtlich und stadtentwicklungsgeschichtlich von Bedeutung. | 09218921 |
| Weitere Bilder                          | Häuserzeile | Lönsweg 2; 4; 6 (Karte)                              | 1928–1929, nach Adressbuch (Mehrfamilienwohnhaus)                                                                         | Teil einer Wohnanlage der Eisenbahner-Wohnungsbaugenossenschaft aus drei Gebäuden an Grillparzerstraße und Lönsweg; traditionelle Bauten, stadtentwicklungsgeschichtlich von Belang (siehe auch Lönsweg 8–12 und Grillparzerstraße 3/5). | 09210516 |
| Weitere Bilder                          | Häuserzeile | Lönsweg 8; 10; 12 (Karte)                            | 1928–1929, nach Adressbuch (Mehrfamilienwohnhaus)                                                                         | Teil einer Wohnanlage der Eisenbahner-Wohnungsbaugenossenschaft aus drei Gebäuden an Grillparzerstraße und Lönsweg; traditionelle Bauten, stadtentwicklungsgeschichtlich von Belang (siehe auch Lönsweg 2–6 und Grillparzerstraße 3/5). | 09218920 |
|                                         | Mietshaus in offener Bebauung und Ecklage | Lübecker Straße 77 (Karte)                           | um 1900 (Mietshaus) | Bau der Jahrhundertwende mit Klinkerfassade, historisierender Natursteingliederung und verputztem Sockelgeschoss, Lage durch verbrochene Ecke und Turmaufbau betont, baugeschichtlich und stadtentwicklungsgeschichtlich von Bedeutung. | 09210469 |
|                                         | Villa mit Einfriedung | Lübecker Straße 91 (Karte)                           | 1902–1903 (Villa) | repräsentativer, vielgestaltiger Jugendstilbau mit Natursteinsockelzone, Putzfassade und Zierfachwerk, straßenbildprägend und in Cotta sehr selten, baugeschichtlich und stadtentwicklungsgeschichtlich von Bedeutung. | 09210486 |
|                                         | Wohnhaus mit Hintergebäude in offener Bebauung | Lübecker Straße 97 (Karte)                           | 1850/1860 (Wohnhaus) | ländliches Wohnhaus mit schlichter Putzfassade und Satteldach, baugeschichtlich und stadtteilgeschichtlich von Bedeutung. | 09218934 |
|                                         | Wohnhaus in offener Bebauung | Lübecker Straße 100 (Karte)                          | bezeichnet 1844 (Wohnhaus)                                                                                                | zweistöckiges Gebäude mit schlichter Putzfassade und Satteldach, belebt durch Klappläden, baugeschichtlich und stadtteilgeschichtlich von Bedeutung. | 09210495 |
| Weitere Bilder                          | Rathaus Cotta | Lübecker Straße 121 (Karte)                          | 1899–1901 (Rathaus) | Rathaus; markanter Bau in den Formen der Deutschen Neorenaissance errichtet, Akzentuierung durch Portal, Turm, Schweifgiebel und Balkone, baugeschichtlich und künstlerisch bedeutend. | 09210487 |
|                                         | Tiefer Elbstolln; Neuer Elbstolln | Meißner Landstraße (Karte)                           | 1817–1836 (Stollen), 1817–1836 (Mundloch)                                                                                 | Stollen und Mundloch; Tagesöffnung des etwa 6000 m langen Stollens zwischen Freital-Zauckerode und Dresden-Cotta, Entwässerungsstollen für die Steinkohlegruben im Döhlener Becken, wohl zumeist als vertikal stehendes Oval in Sandstein gemauert, gewaltiges bergtechnisches Werk, bergbaugeschichtlich und architekturgeschichtlich bedeutsam. | 09303264 |
|                                         | Doppelmietshaus in halboffener Bebauung | Meißner Landstraße 1; 3 (Karte)                      | 1908, nach Adressbuch (Doppelmietshaus)                                                                                   | straßenbildprägender Bau mit markanten Giebeln und Jugendstil- und Reformstilelementen, Putzfassade, baugeschichtlich von Bedeutung. | 09210498 |
| Weitere Bilder                          | Konzert- und Ball-Etablissement Constantia (ehem.); Theater der Jungen Generation (ehem.)                                                                    | Meißner Landstraße 4 (Karte)                         | 1895–1896 (Ballsaal) | Saalbau und Nebengebäude; Saalgebäude mit gestalterisch hervorgehobener, historisierender Eingangsseite, als Balletablissement errichtet, dann eines der ersten Kinder- und Jugendtheater der DDR, aus diesem Zusammenhang heraus ab 1950 mehrfach vor allem im Inneren umgebaut, baugeschichtlich und ortsgeschichtlich bedeutend. | 09210494 |
|                                         | Weinbergshäuschen und Stützmauer | Meißner Landstraße 2b (Karte)                        | bezeichnet 1827 (Weinberghaus)                                                                                            | Bau mit Walmdach, kleinem Portal und Inschrifttafel, äußerst seltenes Zeugnis des Weinanbaus auf Cottaer Flur, baugeschichtlich und ortsgeschichtlich bedeutend, mit lokalem Seltenheitswert. | 09210014 |
| Weitere Bilder                          | Wohnhausgruppe mit Einfriedung | Mobschatzer Straße 12; 12b; 14; 14b (Karte)          | 1913, nach Adressbuch (Mehrfamilienwohnhaus)                                                                              | vom Spar- und Wohnungsverein e.G.m.b.H., zeittypische Putzbauten der 1910er Jahre mit Reformstilelementen, geprägt von Giebeln, sparsamen Dekor und Klappläden, baugeschichtlich von Bedeutung. | 09210519 |
|                                         | Zwei Gebäude einer Häuserzeile | Mörikestraße 1b; 3 (Karte)                           | 1914, nach Adressbuch (Mehrfamilienwohnhaus)                                                                              | Teil einer Wohnanlage der Baugenossenschaft für das Personal der Kgl. Sächs. Staatseisenbahnen e.G.m.b.H., im Geviert Altcotta, Hebbelstraße, Leutewitzer Straße und Mörickestraße, Anlage aus drei Blöcken, zum Teil mit jüngeren Erweiterungen, charakteristische Bauten der versachlichten Architektur aus dem Anfang des 20. Jahrhunderts mit wenigen akzentuierenden Gliederungs- und Schmuckelementen, Betonung insbesondere durch hohe Dreiecksgiebel und Erker, des Weiteren Blendbögen, Spiegel, Klappläden usw., baugeschichtlich und stadtentwicklungsgeschichtlich bedeutend (siehe auch Hebbelstraße 2/4/6/6b mit Leutewitzer Straße 8/10 und Altcotta 6, zudem Leutewitzer Straße 18b mit Mörickestraße 5).                                                                                              | 09210552 |
|                                         | Zwei Gebäude einer Häuserzeile (Leutewitzer Straße 18b und Mörikestraße 5)                                                                                   | Mörikestraße 5 (Karte)                               | 1914, nach Adressbuch (Mehrfamilienwohnhaus)                                                                              | Teil einer Wohnanlage der Baugenossenschaft für das Personal der Kgl. Sächs. Staatseisenbahnen e.G.m.b.H., im Geviert Altcotta, Hebbelstraße, Leutewitzer Straße und Mörickestraße, Anlage aus drei Blöcken, zum Teil mit jüngeren Erweiterungen, charakteristische Bauten der versachlichten Architektur aus dem Anfang des 20. Jahrhunderts mit wenigen akzentuierenden Gliederungs- und Schmuckelementen, Betonung insbesondere durch hohe Dreiecksgiebel und Erker, des Weiteren Blendbögen, Spiegel, Klappläden usw., baugeschichtlich und stadtentwicklungsgeschichtlich bedeutend (siehe auch Hebbelstraße 2/4/6/6b, Leutewitzer Straße 8/10 und Altcotta 6, zudem Mörikestraße 1b/3). | 09218922 |
|                                         | Mietshaus mit Teilen der Einfriedung in offener Bebauung | Ockerwitzer Straße 25 (Karte)                        | bezeichnet 1905 (Mietshaus)                                                                                               | schlichter Putzbau mit feinem Jugendstildekor, geprägt von Mittelrisalit mit geschmückter Attikazone, baugeschichtlich und stadtentwicklungsgeschichtlich bedeutend. | 09210534 |
|                                         | Mietshaus in Ecklage und offener Bebauung | Ockerwitzer Straße 27 (Karte)                        | um 1900 (Mietshaus) | schlichtes, historisierendes Gebäude der Jahrhundertwende mit Putzfassade, Lage durch verbrochene Ecke und erhöhten Aufbau betont, baugeschichtlich und stadtentwicklungsgeschichtlich von Bedeutung. | 09210535 |
|                                         | Mietshaus in Ecklage und offener Bebauung | Ockerwitzer Straße 29 (Karte)                        | um 1900 (Mietshaus) | zeittypisches Gebäude mit historisierender Putzfassade, bauzeitlich mit Jugendstilanklängen, Lage durch verbrochene Ecke und erhöhten Aufbau betont, baugeschichtlich und stadtentwicklungsgeschichtlich von Bedeutung. | 09210536 |
| Direkt Bild zu diesem Denkmal hochladen | Wohnhaus in offener Bebauung | Pennricher Straße 22 (Karte)                         | um 1880 (Wohnhaus) | schlichtes, historistisches Gebäude mit Putzfassade, Natursteingliederung und sparsamen Dekor, baugeschichtlich und stadtentwicklungsgeschichtlich von Bedeutung. | 09218918 |
| Direkt Bild zu diesem Denkmal hochladen | Gasthof Cotta, »Frosch« (sog.) | Raimundstraße 7 (Karte)                              | um 1860 (Gasthof) | Gasthof (ehem.) in offener Bebauung; schlichtes, historistisches Gebäude mit Putzfassade, baugeschichtlich und vor allem ortsgeschichtlich von Bedeutung. | 09210491 |
|                                         | Mietshaus in offener Bebauung mit Einfriedung | Roquettestraße 19 (Karte)                            | bezeichnet 1913 (Mietshaus)                                                                                               | zeittypischer Putzbau der 1910er Jahre mit sparsamem Dekor, baugeschichtlich und stadtentwicklungsgeschichtlich von Bedeutung. | 09218923 |
|                                         | Mietshaus in offener Bebauung | Roquettestraße 39 (Karte)                            | um 1900 (Mietshaus) | zeittypischer Bau der Jahrhundertwende mit historisierender Klinkerfassade, baugeschichtlich und stadtentwicklungsgeschichtlich von Bedeutung. | 09210531 |
|                                         | Mietshaus mit Einfriedung in offener Bebauung | Roquettestraße 41 (Karte)                            | bezeichnet 1898 (Mietshaus)                                                                                               | historisierender Bau mit Putzfassade und Natursteingliederung, baugeschichtlich bedeutend. | 09210532 |
|                                         | Mietshaus in offener Bebauung | Rudolf-Renner-Straße 12 (Karte)                      | um 1900 (Mietshaus) | typisches Würfelhaus um 1900 mit historisierender Putzfassade, baugeschichtlich und stadtentwicklungsgeschichtlich von Bedeutung. | 09210466 |
|                                         | Mietshaus in Kopflage und offener Bebauung | Sachsdorfer Straße 2 (Karte)                         | bezeichnet 1903 (Mietshaus)                                                                                               | historisierendes Gebäude von 1903 mit schlichter Putzfassade, Lage durch verbrochene Ecke und erhöhten Dachaufbau betont, baugeschichtlich und stadtentwicklungsgeschichtlich von Bedeutung. | 09210468 |
|                                         | Mietshaus mit Einfriedung in offener Bebauung | Sachsdorfer Straße 5 (Karte)                         | um 1900 (Mietshaus) | zeittypisches Gebäude der Jahrhundertwende mit Putzfassade und historierender Natursteingliederung, dominiert von Mittelrisalit, baugeschichtlich und stadtentwicklungsgeschichtlich von Bedeutung. | 09210467 |
|                                         | Mietshaus in Ecklage und offener Bebauung | Sachsdorfer Straße 11 (Karte)                        | um 1900 (Mietshaus) | historisierendes Gebäude um 1900 mit Klinkerfassade und Natursteingliederung, Lage durch verbrochene Ecke und erhöhten Dachaufbau betont, baugeschichtlich und stadtentwicklungsgeschichtlich von Bedeutung. | 09210474 |
|                                         | Häuserzeile einer Wohnanlage des Kleinwohnungs-Bauverein e.G.m.b.H. Dresden an Hebbelplatz und Steinbacher Straße                                            | Steinbacher Straße 12; 12b; 14 (Karte)               | 1928–1929 (Mehrfamilienwohnhaus)                                                                                          | Anlage aus sechs Häuserzeilen und einem Doppelwohnhaus mit Heckeneinfassungen, traditionell gestaltete Bauten mit Lochfassaden und Walmdächern, zumeist durch hervortretende Treppenhäuser betont, Belebung auch durch Klappläden, baugeschichtlich und stadtentwicklungsgeschichtlich bedeutend (siehe auch Steinbacher Straße 14b–24b, 13–19b, Hebbelplatz 1–5 und Hebbelstraße 43). | 09218915 |
|                                         | Häuserzeile einer Wohnanlage des Kleinwohnungs-Bauverein e.G.m.b.H. Dresden an Hebbelplatz und Steinbacher Straße                                            | Steinbacher Straße 13; 13b; 15 (Karte)               | 1928–1929 (Mehrfamilienwohnhaus)                                                                                          | Anlage aus sechs Häuserzeilen und einem Doppelwohnhaus mit Heckeneinfassungen, traditionell gestaltete Bauten mit Lochfassaden und Walmdächern, zumeist durch hervortretende Treppenhäuser betont, Belebung auch durch Klappläden, baugeschichtlich und stadtentwicklungsgeschichtlich bedeutend (siehe auch Steinbacher Straße 12–24b, 15b–19b, Hebbelplatz 1–5 und Hebbelstraße 43). | 09210547 |
|                                         | Häuserzeile einer Wohnanlage des Kleinwohnungs-Bauverein e.G.m.b.H. Dresden an Hebbelplatz und Steinbacher Straße sowie Einfriedungsmauer an Nr. 14b und 18b | Steinbacher Straße 14b; 16; 16b; 18; 18b (Karte)     | 1928–1929 (Mehrfamilienwohnhaus)                                                                                          | Anlage aus sechs Häuserzeilen und einem Doppelwohnhaus mit Heckeneinfassungen, traditionell gestaltete Bauten mit Lochfassaden und Walmdächern, zumeist durch hervortretende Treppenhäuser betont, Belebung auch durch Klappläden, baugeschichtlich und stadtentwicklungsgeschichtlich bedeutend (siehe auch Steinbacher Straße 12–14, 20–24b, 13–19b, Hebbelplatz 1–5 und Hebbelstraße 43). | 09218930 |
|                                         | Doppelhaus einer Wohnanlage des Kleinwohnungs-Bauverein e.G.m.b.H. Dresden an Hebbelplatz und Steinbacher Straße                                             | Steinbacher Straße 15b; 17 (Karte)                   | 1928–1929 (Doppelwohnhaus)                                                                                                | Anlage aus sechs Häuserzeilen und einem Doppelwohnhaus mit Heckeneinfassungen, traditionell gestaltete Bauten mit Lochfassaden und Walmdächern, zumeist durch hervortretende Treppenhäuser betont, Belebung auch durch Klappläden, baugeschichtlich und stadtentwicklungsgeschichtlich bedeutend (siehe auch Steinbacher Straße 12–24b, 13–15, 17b–19b, Hebbelplatz 1–5 und Hebbelstraße 43). | 09218917 |
|                                         | Häuserzeile einer Wohnanlage des Kleinwohnungs-Bauverein e.G.m.b.H. Dresden an Hebbelplatz und Steinbacher Straße                                            | Steinbacher Straße 17b; 19; 19b (Karte)              | 1928–1929 (Mehrfamilienwohnhaus)                                                                                          | Anlage aus sechs Häuserzeilen und einem Doppelwohnhaus mit Heckeneinfassungen, traditionell gestaltete Bauten mit Lochfassaden und Walmdächern, zumeist durch hervortretende Treppenhäuser betont, Belebung auch durch Klappläden, baugeschichtlich und stadtentwicklungsgeschichtlich bedeutend (siehe auch Steinbacher Straße 12–24b, 13–17, Hebbelplatz 1–5 und Hebbelstraße 43). | 09218916 |
|                                         | Häuserzeile mit Kopfbau und Ladenanbau | Steinbacher Straße 20; 20b; 22; 22b; 24; 24b (Karte) | 1928–1929 (Mehrfamilienwohnhaus)                                                                                          | Häuserzeile mit Kopfbau und einer Wohnanlage des Kleinwohnungs-Bauverein e.G.m.b.H. Dresden an Hebbelplatz und Steinbacher Straße sowie Einfriedungsmauer an Nr. 20; Anlage aus sechs Häuserzeilen und einem Doppelwohnhaus mit Heckeneinfassungen, traditionell gestaltete Bauten mit Lochfassaden und Walmdächern, zumeist durch hervortretende Treppenhäuser betont, Belebung auch durch Klappläden, baugeschichtlich und stadtentwicklungsgeschichtlich bedeutend (siehe auch Steinbacher Straße 12–18b, 13–19b, Hebbelplatz 1–5). | 09218932 |
|                                         | Mietshaus in Kopflage und offener Bebauung | Steinbacher Straße 45 (Karte)                        | um 1900 (Mietshaus) | repräsentatives Gebäude um 1900, mit Klinkerfassade und historisierender Natursteingliederung, Ansichten dominiert von variierenden Giebeln, baugeschichtlich und stadtentwicklungsgeschichtlich von Bedeutung. | 09210555 |
| Weitere Bilder                          | Wohn- und Geschäftshaus in Ecklage und halboffener Bebauung                                                                                                  | Warthaer Straße 2a (Karte)                           | um 1900 (Wohn- und Geschäftshaus)                                                                                         | historisierender Bau der Jahrhundertwende mit schlichter Putzfassade, repräsentative Lage durch verbrochenen Ecke und turmartigen Aufbau betont, Erdgeschoss Ladenzone, baugeschichtlich von Bedeutung. | 09210499 |
|                                         | Mietshaus in offener Bebauung | Warthaer Straße 12 (Karte)                           | um 1900 (Mietshaus) | zeittypischer historisierender Bau mit Klinkerfassade, baugeschichtlich bedeutend | 09210528 |
|                                         | Mietshaus in offener Bebauung und Ecklage | Warthaer Straße 14 (Karte)                           | um 1900 (Mietshaus) | zeittypischer, historisierender Bau mit schlichter Putzfassade und erhöhtem Aufbau zur Betonung der Ecklage, baugeschichtlich bedeutend. | 09210530 |
|                                         | Mietshaus in Ecklage und offener Bebauung | Warthaer Straße 16 (Karte)                           | um 1900 (Mietshaus) | zeittypischer, historisierender Bau um 1900 mit Putzfassade und Turmaufbau zur Betonung der Ecklage, baugeschichtlich bedeutend. | 09210520 |
|                                         | Mietshaus in offener Bebauung | Warthaer Straße 18 (Karte)                           | um 1900 (Mietshaus) | zeittypischer, historisierender Bau mit schlichter Putzfassade, baugeschichtlich bedeutend | 09210522 |
| Weitere Bilder                          | Doppelmietshaus in Ecklage und offener Bebauung, mit Einfriedung                                                                                             | Warthaer Straße 22 (Karte)                           | um 1895 (Doppelmietshaus)                                                                                                 | in großen Bereichen bauzeitlich erhaltenes Gebäude mit repräsentativer Klinkerfassade, mehrere Läden im Erdgeschoss, Risalite, geschmückte Attikazonen und Turmaufbauten betonen exponierte Lage am Platz, baugeschichtlich bedeutend und platzbildprägend. | 09210505 |
|                                         | Mietshaus in offener Bebauung | Warthaer Straße 3 (Karte)                            | um 1900 (Mietshaus) | historisierendes Gebäude der Jahrhundertwende mit Putzfassade, dominiert von Mittelrisalit, baugeschichtlich und stadtentwicklungsgeschichtlich von Bedeutung | 09210525 |
|                                         | Mietshaus in offener Bebauung | Warthaer Straße 9 (Karte)                            | bezeichnet 1894 (Mietshaus)                                                                                               | historisierendes Gebäude der Jahrhundertwende mit Putzfassade, dominiert von Mittelrisalit, baugeschichtlich und stadtentwicklungsgeschichtlich von Bedeutung. | 09210526 |
|                                         | Mietshaus in offener Bebauung | Warthaer Straße 11 (Karte)                           | um 1900 (Mietshaus) | zeittypischer Bau der Jahrhundertwende mit historisierender Klinkerfassade, baugeschichtlich und stadtentwicklungsgeschichtlich von Bedeutung. | 09210527 |
|                                         | Mietshaus in Ecklage und offener Bebauung, mit Einfriedung                                                                                                   | Warthaer Straße 13 (Karte)                           | um 1900 (Mietshaus) | zeittypischer Bau mit historisierender Putzfassade und Natursteingliederung, Lage durch verbrochene Ecke und Turmaufbau betont, bauzeitliche Einfriedung an der Roquettestraße, baugeschichtlich und stadtentwicklungsgeschichtlich von Bedeutung. | 09210529 |
|                                         | Mietshaus in offener Bebauung | Warthaer Straße 17 (Karte)                           | bezeichnet 1901 (Mietshaus)                                                                                               | repräsentatives Gebäude mit historisierender Klinkerfassade und vereinzelten Jugendstilanklängen, geprägt von aufwendigem Natursteindekor, baugeschichtlich und stadtentwicklungsgeschichtlich von Bedeutung. | 09210521 |
|                                         | Mietshaus in offener Bebauung | Warthaer Straße 19 (Karte)                           | um 1900 (Mietshaus) | zeittypisches Gebäude der Jahrhundertwende mit historisierender Klinker-Natursteinfassade, baugeschichtlich und stadtentwicklungsgeschichtlich von Bedeutung. | 09210523 |
| Weitere Bilder                          | Mietshaus in Ecklage und offener Bebauung | Warthaer Straße 21 (Karte)                           | um 1900 (Mietshaus) | repräsentatives Gebäude mit historisierender Klinkerfassade und Natursteingliederung, platzbildprägend, Lage durch Türmchen betont, baugeschichtlich und stadtentwicklungsgeschichtlich von Bedeutung. | 09218933 |
| Weitere Bilder                          | Doppelmietshaus (Gottfried-Keller Straße 18 und Warthaer Straße 23) in Ecklage und offener Bebauung                                                          | Warthaer Straße 23 (Karte)                           | um 1895 (Doppelmietshaus)                                                                                                 | repräsentativer und platzbildprägender Bau mit Klinkerfassade und historisierender Natursteingliederung, Schmuckfries unterhalb der Traufgesimses, Lage durch erhöhte Dachaufbauten betont, baugeschichtlich und stadtentwicklungsgeschichtlich von Bedeutung. | 09210506 |
|                                         | Mietshaus mit Einfriedung in offener Bebauung | Weidentalstraße 31 (Karte)                           | nach 1900 (Mietshaus) | markantestes und am ursprünglichsten erhaltenes Beispiel der zumeist noch vom Historismus des ausgehenden 19. Jahrhunderts geprägten Wohnbauten an der Weidentalstraße, baugeschichtlich und stadtentwicklungsgeschichtlich bedeutend. | 09210050 |
|                                         | Doppelwohnhaus mit Einfriedung in offener Bebauung | Weidentalstraße 60; 62 (Karte)                       | 1910–1911 (Doppelwohnhaus)                                                                                                | typischer Bau der Reformarchitektur um 1910, Fassaden mit bescheidenem, aber akzentuierendem Dekor, baugeschichtlich bedeutend. | 09210557 |
|                                         | Wohnhausgruppe | Weidentalstraße 69; 71; 73 (Karte)                   | 1931 (Mehrfamilienwohnhaus)                                                                                               | qualitätvolles Beispiel der Wohnanlagenarchitektur um 1930, geprägt durch akzentuierende Backsteinelemente und Reliefe im Bereich der Treppenhäuser, stadtentwicklungsgeschichtlich und baugeschichtlich von Bedeutung. | 09210556 |
|                                         | Wohnhaus mit Einfriedung in offener Bebauung | Wilhelm-Franz-Straße 7 (Karte)                       | 1914, nach Adressbuch (Mehrfamilienwohnhaus)                                                                              | zeittypische Reformstilarchitektur der 1910er Jahre, geprägt von steilem Mansarddach und Giebeln, sparsamer Putzdekor, baugeschichtlich von Bedeutung. | 09210549 |

## Ausführliche Denkmaltexte
1. ↑  Denkmaltext

Das einstige Rathaus von Cotta liegt im Norden des gleichnamigen Dresdner Stadtteils, an der Lübecker Straße. Bauinspektor Bernhard Seitz (1864–1947), zeitweilig Leiter des Ortsbauamtes, wurde 1898/99 mit der Planung für einen Rathausneubau beauftragt. Außerdem hatte der Architekt Felix Reinhold Voretzsch (1873–1951) entscheidenden Anteil an dessen Gestaltung. Der Gemeinderat schloss mit ihm 1899 einen Honorarvertrag zur künstlerischen Unterstützung des Bauinspektors ab. Darüber hinaus soll auch Heino Otto (1869–1929) am Neubau beteiligt gewesen sein. Baubeginn war im November 1899. Während einer Festsitzung am 24. April 1901 konnte das Rathaus seiner Bestimmung übergeben werden. Es erscheint als aufwendiges Gebäude im Stil der Deutschen Neurenaissance mit Formen der Spätgotik und des Jugendstils. Dominiert wird der dreigeschossige, frei stehende Putzbau mit Sandsteingliederungen über rechteckigem Grundriss von einem eingebundenen, hohen und quadratischen Turm mit Welscher Haube. Die unregelmäßige Hauptfassade beleben Erker sowie Staffelgiebel. Auf der Turmachse erhebt sich ein reiches Rundbogenportal mit einer großen weiblichen Büste als Scheitelstein, zwei Wasserspeiern und zwei wappenhaltende Löwen über dem Gesims. Fassade mit Wappenplastiken verziert, 2009 umfangreich saniert.

Die Denkmaleigenschaft ergibt sich zum einen aus dem exemplarischen Wert für die Bauaufgabe Rathaus im ausgehenden 19. Jahrhundert und aus der architekturhistorischen Bedeutung für den auch noch um 1900 weit verbreiteten Historismus. Die Bauepoche des Historismus wird, zusammenfassend gesagt, durch das Nachahmen vergangener Stile, wie Romanik, Gotik, Renaissance und Barock gekennzeichnet. Das 20. Jahrhundert kündigt sich beim Cottaer Rathaus mit der Verwendung von Jugendstilelementen an. Zum anderen ist der Bau von Seitz und Voretzsch mit seiner repräsentativen und aufwendigen Gestaltung einschließlich zahlreicher Schmuckdetails auch künstlerisch von Bedeutung. Er spricht das ästhetische Empfinden eines Betrachters in besonderem Maße an. Auch das öffentliche Erhaltungsinteresse ist hier gegeben. Rathäuser wie jenes in Dresden-Cotta werden von der Bevölkerung und den Fachleuten als Denkmale akzeptiert und gewürdigt (LfD/2012).
2. ↑  Das bis Dezember 2016 vom Theater Junge Generation genutzte Gebäude wurde 1895–1896 als Ballsaal errichtet und diente während des 2. Weltkrieges als Notunterkunft für Soldaten. Im Jahre 1950 wurde hier eines der ersten Kinder- und Jugendtheater der DDR eingerichtet. Dazu waren umfängliche Umbauten erforderlich. Anstelle des Saals traten die Bühne und der Zuschauerraum. Aus dieser Umbauphase stammen als sichtbare, erkennbare Elemente die Türen zum Zuschauerraum und wohl auch der elbseitige Anbau mit Lisenengliederung. Nach einem Brand, der vor allem den Bühnenraum betraf, kam es 1976 zu weiteren Veränderungen. Dennoch blieb der Bau äußerlich weitgehend in der Form des späten 19. Jahrhunderts erhalten. Das betrifft vor allem die straßenseitige Schaufront. Aus der Entstehungszeit stammen auch die Außenwände und der überwiegende Teil des markanten Dachstuhls. Damit stellt das äußere Erscheinungsbild mit seiner Gestaltung noch einen signifikanten und ablesbaren Bezug zur Entstehungszeit des einstigen Ballsaals her und begründet damit das öffentliche Erhaltungsinteresse der baugeschichtlich und ortsgeschichtlich bedeutenden Anlage.